# Jean-Baptiste Gouffet
Jean-Baptiste Gouffet (né en 1669 et décédé en 1729) est un organiste et compositeur français.

## Biographie
Père cordelier (ordre des frères mineurs franciscains), il semble avoir consacré sa vie entièrement à Dieu et à la musique.
Organiste à la communauté franciscaine de Saint-Bonaventure, il aurait composé de nombreuses pièces d'orgue, toutes perdues. Il fut aussi reconnu en son temps pour ses talents de chanteur et de chef d'orchestre.
Il est l'auteur de neuf Leçons de Ténèbres composées en 1705, et de plusieurs recueils de petits motets, la plupart pour dessus et basse continue.
Il est l'un des nombreux maîtres de musique lyonnais de cette époque.

## Discographie
- 3 Leçons de ténèbres et Répons, Le Concert de l'Hostel Dieu, dir. Franck-Emmanuel Comte. CD Pierre Vérany 1998